# Elena Beleacova
Elena Mihail Beleacova (* 4. Juni 1958 in Chișinău) ist eine Politikerin der Partei der Sozialisten der Republik Moldau (PSRM) in der Republik Moldau, die seit 2021 Mitglied des Parlaments ist.

## Leben
Elena Mihail Beleacova begann nach dem Schulbesuch 1975 ein Studium an der Fakultät für Volkswirtschaftslehre der Plechanow-Wirtschaftsuniversität in Moskau, welches sie 1979 beendete. Im Anschluss war sie von 1979 bis 1983 zunächst wissenschaftliche Mitarbeiterin und zuletzt leitende Wirtschaftswissenschaftlerin am Wissenschaftliche Institut für Agrarwirtschaftsforschung in Moskau, woraufhin sie zwischen 1983 und 1984 kurzzeitig als wissenschaftliche Mitarbeiterin an der Staatlichen Universität Moldau (USM) tätig war. Nachdem sie von 1984 bis 1993 leitende Mitarbeiterin der Finanzabteilung des Rates der Gewerkschaften (Consiliul Republican a sindicatelor din Moldova) war, fungierte sie zwischen 1995 und 2004 als Generaldirektorin des Unternehmens „SA Liga-2“. Während dieser Zeit begann sie 2001 ihr Promotionsstudium an der Staatlichen Agraruniversität UASM (Universitatea Agrară de Stat din Moldova), welches sie 2002 mit einem Doktorat abschloss.
2004 wurde Elena Beleacova Bezirksbürgermeisterin von Rîșcani, einem der fünf Stadtbezirke von Chișinău, und hatte dieses Amt bis 2006 inne. Nachdem sie von 2006 bis 2009 stellvertretende Direktorin des Unternehmens „SA Liga-2“ war, fungierte sie zwischen 2009 und 2015 erstmals als Generaldirektor der Agentur für interethnische Beziehungen (Agenției Relații Interetnice) der Republik Moldau sowie daraufhin zwischen 2015 und 2017 als Beraterin der Direktion für internationale Zusammenarbeit des Wirtschaftsministeriums. Sie ist seit 2017 Präsidentin der Kommission für interethnische Beziehungen des Zivilgesellschaftsrates (Comisia pentru relații interetnice din cadrul Consiliului Societății Civile) beim Präsidenten der Republik Moldau und war zwischen dem 5. März 2020 und dem 11. Juli 2021 abermals Generaldirektorin der Agentur für interethnische Beziehungen. Für ihre Verdienste wurde ihr durch Präsidialdekret Nr. 875 vom 7. September 2018 der Eherenorden (Ordinul de Onoare) verliehen.
Bei der Parlamentswahl am 11. Juli 2021 wurde Elena Beleacova auf der Liste der  Partei der Sozialisten der Republik Moldau PSRM (Partidul Socialiștilor din Republica Moldova) innerhalb  des Wahlbündnisses Blocul electoral al Comuniștilor și Socialiștilor (BCS) zum Mitglied des Parlaments (Parlamentul Republicii Moldova) gewählt. Im Parlament ist sie Mitglied der Kommission für Kultur, Bildung, Forschung, Jugend, Sport und Massenmedien (Comisia cultură, educație, cercetare, tineret, sport și mass-media). Darüber hinaus ist sie Mitglied der Parlamentarischen Versammlung der Frankophonie (APF) und engagiert sich in der Freundschaftsgruppe mit der Russischen Föderation, der Freundschaftsgruppe mit dem Königreich Belgien, der Freundschaftsgruppe mit der Republik Armenien und der Freundschaftskreisgruppe mit der Republik Österreich.
Aus ihrer Ehe mit Sergei Beleacov gingen zwei Kinder hervor.